# Layton Kor
Layton Kor est un alpiniste et grimpeur américain, né le 11 juin 1938 à Canby et mort le 21 avril 2013 à Kingman,. Spécialiste de l'escalade artificielle, il a ouvert de nombreuses voies en Amérique du Nord et dans les Alpes au cours des années 1960.

## Biographie
Layton Kor commence à grimper dans le Colorado. Il y ouvre des voies importantes au début des années 1960 (au pic Longs, dans le Canyon Eldorado (en)). À cette époque, il grimpe également dans le désert de l'Utah et au Yosémite. Invité par John Harlin, il se rend au milieu des années 1960 dans les Alpes. Choisi par John Harlin pour ses capacités en escalade artificielle, il participe à l'ouverture de la voie directe de la face nord de l'Eiger, ouverture au cours de laquelle John Harlin trouve la mort. Après cette dramatique première, Layton Kor se tourne vers la religion (il devient témoin de Jéhovah) et, devenu père de deux enfants, il abandonne les ascensions les plus engagées.
En 1983, il écrit avec Bob Godfrey Beyond the Vertical (au-delà de la verticale).

## Principales ascensions
- 1959 : Diagonal, Lower East Face, pic Longs (Colorado). (cotée 5.9 A3) avec Ray Northcutt[réf. souhaitée]
- 1959 : première de la voie T2 au Canyon Eldorado (en)[3]
- 1960 : Yellow Spur, Redgarden Wall, Canyon Eldorado (en), Colorado. (5.9 (A1)) première ascension avec David Dornan, 21 février 1960[4]
- 1961 : première de la voie Kor-Ingalls à la Tour Castleton (en) (désert de l'Utah)[3]
- 1962 : première du Yellow Wall en face est du pic Longs (Colorado)[3]
- 1962 : première de la voie Psycho au Canyon Eldorado[3]
- 1962 : première de la voie Naked Edge au Canyon Eldorado[3]
- 1962 : première de la voie Finger of Fate dans les Tours Fisher (en) (désert de l'Utah)[3]
- 1963 : première du pilier Ouest  d'El Capitan avec Steve Roper (Yosémite)[3]
- 1963 : première de la face sud-est du mont Proboscis (Cirque des Parois impossibles) avec Royal Robbins, Dick McCracken et Jim McCarthy[3],[5],[6]
- 1964 : première de la face sud de la colonne Washington (Yosémite) avec Chris Fredericks [3]
- première de la voie du Dièdre au Diamant (Tours de Leysin dans Canton de Vaud)[3]
- 1966 : première de voie directe de la face nord de l'Eiger (voie John Harlin) avec Dougal Haston et des alpinistes allemands dont Karl Golikow (de)[3]